# Resolució 2024 del Consell de Seguretat de les Nacions Unides
La Resolució 2024 del Consell de Seguretat de les Nacions Unides fou adoptada per unanimitat el 14 de desembre de 2011. Reconeixent la necessitat urgent que Sudan i Sudan del Sud iniciïn el procés de normalització fronterera i que la situació en aquesta zona constitueix una amenaça per a la pau i la seguretat internacionals, el Consell va decidir ampliar el mandat de la Força Provisional de Seguretat de les Nacions Unides per a Abyei (UNISFA) per incloure assistència en aquest procés i desenvolupar mecanismes efectius de gestió bilateral.
El Consell va instar Sudan i Sudan del Sud a complir plenament els seus compromisos en virtut de l'Acord de Pau Complet relatius a la creació d'una zona fronterera segura i desmilitaritzada, l'establiment d'una Verificació Conjunta de Fronteres, i a que cooperessin plenament entre ells i prestessin suport ple a la UNISFA, qui també ajudarà els parts a assegurar l'observança dins de la Zona de frontera segura desmilitaritzada.